# Верхушин, Валерий Васильевич
Валерий Васильевич Верхушин (10 марта 1960 — 6 января 2017) — советский, российский и северомакедонский борец вольного стиля, бронзовый призер чемпионата Европы 1996 года в составе сборной Республики Македонии, заслуженный тренер России.

## Биография
Тренировался под руководством отца, заслуженного тренера СССР Александра Ремезова. Мастер спорта международного класса. Участник летних Борьба на летних Олимпийских играх в Атланте (1996), бронзовый призер чемпионата Европы по борьбе в Будапеште (1996) в составе сборной Республики Македонии, серебряный призер Кубка мира 1990 года в составе сборной СССР. Участник мирового и континентального первенств (1997). Несколько лет выступал по контракту в ФРГ, становился чемпионом Германии. 
После завершения выступлений на борцовском ковре работал тренером в Орехово-Зуево. Затем более 20 лет являлся тренером в спорткомплексе Олимпийская деревня-80 и подготовил плеяду борцов-мастеров спорта. Был личным тренером, двукратного призера Олимпийских игр, чемпиона мира и Европы Георгия Гогшелидзе, пятикратной чемпионки Европы, многократного призера чемпионатов мира Натальи Гольц, серебряного призера летних Олимпийских игр в Афинах (2004) Гюзель Манюровой.
Работал старшим тренером сборной Москвы по женской борьбе.
Незадолго до чемпионата Европы-2004 вместе со своей подопечной Натальей Гольц уехал со сборов из-за конфликта с руководством национальной сборной по борьбе. В итоге и спортсменка, и тренер были дисквалифицированы на год и не поехали в Афины.
Похоронен на Лайковском кладбище в Одинцовском районе Московской области.